# Eutrichopoda abdominalis
Eutrichopoda abdominalis är en tvåvingeart som beskrevs av Townsend 1929. Eutrichopoda abdominalis ingår i släktet Eutrichopoda och familjen parasitflugor. Inga underarter finns listade i Catalogue of Life.